# Dravče
Dravče – wieś w Słowenii, w gminie Vuzenica. W 2018 roku liczyła 137 mieszkańców.